# Pachydactylus maculatus
Espèce
Synonymes
- Pachydactylus maculatus albomarginatus Hewitt, 1932
- Pachydactylus maculatus microlepis Hewitt, 1935

Statut de conservation UICN

 LC  : Préoccupation mineure
Pachydactylus maculatus est une espèce de geckos de la famille des Gekkonidae.

## Répartition
Cette espèce se rencontre en Afrique du Sud et en Eswatini.

## Publication originale
- Gray, 1845 : Catalogue of the specimens of lizards in the collection of the British Museum, p. 1-289 (texte intégral).